# День Пяртеля
День Пяртеля (эст. Pärtlipäev) — национальный праздник в Эстонии, отмечаемый 24 августа.

## История
Праздник посвящён началу осени и отмечается в Эстонии примерно с 18-го века. Связан День Пяртеля со сбором урожая ржи, началом сбора картофеля, а также началом стрижки овец.
Ранее этот день назывался в Эстонии Матерью ржи или Матерью сева, и в такой день сев был строго-настрого запрещен. Тем же, кто решался нарушить этот запрет, грозила порча урожая.
На День Пяртеля в Эстонии вода становится холодной, что означает окончание купального сезона. Это говорит о подступающей уже совсем близко осени. С Пяртилева дня эстонцы издавна начинали варить пиво, считая, что собранный в этот день хмель приобретает окончательную горечь.
О Пяртеле эстонцы говорят, что он переворачивает капустные «головы» на полях, поэтому капусте в его день уделяется особое внимание. Это и не удивительно, ведь в Эстонии капуста является важной частью ежедневного рациона жителей страны, а в квашеном виде этот овощ эстонцы употребляют зимой для пополнения запаса витаминов в организме.
День Пяртеля в Эстонии не только считался временем начала подготовки к осени, но также и был отличным поводом устроить базарный день для продажи собранного урожая овощей и фруктов. По погоде же в этот день эстонцы определяли погоду на всю будущую осень.